# NGC 6917
NGC 6917 é uma galáxia espiral (S?) localizada na direcção da constelação de Delphinus. Possui uma declinação de +08° 05' 50" e uma ascensão recta de 20 horas, 27 minutos e 28,4 segundos.
A galáxia NGC 6917 foi descoberta em 15 de Agosto de 1863 por Albert Marth.